# Skrzydła (serial telewizyjny)
Skrzydła (tytuł oryginalny Wings) – amerykański serial telewizyjny, którego fabuła przedstawia losy mieszkańców wyspy Nantucket (Massachusetts), pracujących na miejscowym lotnisku. Joe Hackett jest właścicielem linii lotniczej Sandpiper Air, w której zatrudnia swojego beztroskiego brata Briana oraz perfekcyjną eks-stewardesę Fay Cochran. Lotnisko obsługuje równolegle linia Aeromass, własność cynicznego Roya Bigginsa, dążącego do wyeliminowania konkurencji. Obsługę lotniska stanowią ponadto gapowaty mechanik Lowell Mather oraz właścicielka bufetu, piękna blondynka Helen Chappel, przyjaciółka braci Hackett z dzieciństwa. Z czasem ekipa powiększa się o osobę sympatycznego taksówkarza z Włoch Antonia Scarpacci. Akcja toczy się głównie na fikcyjnym lotnisku Tom Nevers Field, rzadziej w domach głównych bohaterów.

## Obsada
- Timothy Daly jako Joseph 'Joe' Montgomery Hackett (1990-1997)
- Steven Weber jako Brian Michael Hackett (1990-1997)
- Crystal Bernard jako Helen Chappel Hackett (1990-1997)
- Rebecca Schull jako Fay Evelyn Schlob Dumbly DeVay Cochran (1990-1997)
- David Schramm jako Roy Biggins (1990-1997)
- Thomas Haden Church jako Lowell Mather (1990-1995)
- Tony Shalhoub jako Antonio Scarpacci (1991-1997)
- Farrah Forke jako Alex Lambert (1992-1994)
- Amy Yasbeck jako Casey Chappel Davenport (1994-1997)
- Brian Haley jako Budd Bronski (1995-1996)

Ponadto w odcinkach okresowo pojawiali się:
- Laura Innes jako Bunny Mather
- William Hickey jako Carlton Blanchard
- Mark Harelik jako Davis Lynch
- Michael Manasseri jako Kenny McElvey
- Valerie Mahaffey jako Sandy Cooper
- Gretchen German jako Gail Scott
- Phil Leeds jako Lou
- Gilbert Gottfried jako Lewis Blanchard
- Abraham Benrubi jako Roy Biggins Jr.

Gościnnie w serialu wystąplili m.in.: 
- Kirstie Alley jako Rebecca Howe
- Matthew Fox jako Ty Warner
- Jonathan Frakes jako Gavin Rutledge
- Richard Gant jako barman Jack
- Debbie Reynolds jako Deedee Chappel
- Kelsey Grammer jako dr Frasier Winslow Crane
- Chris Elliott jako Steve
- Andrew Robinson jako Michael Foster
- Jenny McCarthy jako Dani
- Matthew Porretta jako David Barnes
- Carol Alt jako Tracy Hayes
- Robert Culp jako Ace Galvin
- Brooke Adams jako siostra Mary
- Philip Casnoff jako Eric
- Tracy Scoggins jako Elise
- John Ritter jako Stuart Davenport.

We własnej osobie pojawili się m.in. George Kennedy, Peter Tork, Jay Leno, Clint Black, Oliver North i Ray Charles.

## Odcinki serialu

### Sezon 1: 1990
| Lp | Tytuł                                | Odcinek | Kolejność produkcji | Reżyseria     | Scenariusz                           | Premiera         |
| -- | ------------------------------------ | ------- | ------------------- | ------------- | ------------------------------------ | ---------------- |
| 1  | Legacy                               | 1-1     | 001                 | James Burrows | David Angell, Peter Casey, David Lee | 19 kwietnia 1990 |
| 2  | Around the World in Eighty Years     | 1-2     | 005                 | Noam Pitlik   | Philip LaZebnik                      | 26 kwietnia 1990 |
| 3  | Return to Nantucket (1)              | 1-3     | 006                 | Noam Pitlik   | Philip LaZebnik                      | 3 maja 1990      |
| 4  | Return to Nantucket (2)              | 1-4     | 007                 | Noam Pitlik   | David Angell                         | 10 maja 1990     |
| 5  | There Once Was a Girl from Nantucket | 1-5     | 002                 | Noam Pitlik   | David Hackel                         | 17 maja 1990     |
| 6  | All for One and Two for Helen        | 1-6     | 004                 | Noam Pitlik   | David Hackel                         | 24 maja 1990     |

### Sezon 2: 1990-1991
| Lp | Tytuł                                             | Odcinek | Kolejność produkcji | Reżyseria   | Scenariusz                     | Premiera             |
| -- | ------------------------------------------------- | ------- | ------------------- | ----------- | ------------------------------ | -------------------- |
| 7  | The Puppetmaster                                  | 2-1     | 008                 | Noam Pitlik | Philip LaZebnik                | 28 września 1990     |
| 8  | The Story of Joe                                  | 2-2     | 009                 | Noam Pitlik | Bruce Rasmussen                | 5 października 1990  |
| 9  | A Little Nightmare Music                          | 2-3     | 010                 | Noam Pitlik | Bryan Winter                   | 12 października 1990 |
| 10 | Sports and Leisure                                | 2-4     | 011                 | Noam Pitlik | David Angell                   | 19 października 1990 |
| 11 | A Stand Up Kind of Guy                            | 2-5     | 012                 | Noam Pitlik | David Hackel                   | 26 października 1990 |
| 12 | It's Not the Thought, It's the Gift               | 2-6     | 008                 | Noam Pitlik | Peter Casey, David Lee         | 9 listopada 1990     |
| 13 | Hell Hath No Fury like a Policewoman Scorned      | 2-7     | 014                 | Noam Pitlik | Bill Diamond, Michael Saltzman | 16 listopada 1990    |
| 14 | High Anxiety                                      | 2-8     | 015                 | Noam Pitlik | Bruce Rasmussen                | 23 listopada 1990    |
| 15 | Friends or Lovers?                                | 2-9     | 016                 | Noam Pitlik | David Lloyd                    | 7 grudnia 1990       |
| 16 | There's Always Room for Cello                     | 2-10    | 003                 | Noam Pitlik | Peter Casey, David Lee         | 14 grudnia 1990      |
| 17 | A Terminal Christmas                              | 2-11    | 018                 | Noam Pitlik | Bill Diamond, Michael Saltzman | 21 grudnia 1990      |
| 18 | Airport ’90                                       | 2-12    | 019                 | Noam Pitlik | Bruce Rasmussen                | 3 stycznia 1991      |
| 19 | Love Is Like Pulling Teeth                        | 2-13    | 020                 | Noam Pitlik | David Hackel                   | 10 stycznia 1991     |
| 20 | The Tennis Bum                                    | 2-14    | 022                 | Noam Pitlik | Peter Mehlman                  | 24 stycznia 1991     |
| 21 | My Brother's Back and There's Going to Be Trouble | 2-15    | 021                 | Noam Pitlik | Bill Diamond, Micheal Saltzman | 31 stycznia 1991     |
| 22 | Plane Nine from Nantucket                         | 2-16    | 017                 | Noam Pitlik | Philip LaZebnik                | 7 lutego 1991        |
| 23 | Looking for Love in All the Wrong Places          | 2-17    | 024                 | Noam Pitlik | Bill Diamond, Michael Saltzman | 14 lutego 1991       |
| 24 | Love Means Never Having to Say Geronimo           | 2-18    | 026                 | Noam Pitlik | Bruce Rasmussen                | 21 lutego 1991       |
| 25 | All in the Family                                 | 2-19    | 023                 | Noam Pitlik | Bryan Winter                   | 7 marca 1991         |
| 26 | Mother Wore Stripes                               | 2-20    | 025                 | Noam Pitlik | David Lloyd                    | 14 marca 1991        |
| 27 | Murder She Roast                                  | 2-21    | 027                 | Noam Pitlik | David Hackel                   | 21 marca 1991        |
| 28 | Duet for Cello and Plane                          | 2-22    | 028                 | Noam Pitlik | Philip LaZebnik                | 28 marca 1991        |

### Sezon 3: 1991-1992
| Lp | Tytuł                                    | Odcinek | Kolejność produkcji | Reżyseria     | Scenariusz                     | Premiera             |
| -- | ---------------------------------------- | ------- | ------------------- | ------------- | ------------------------------ | -------------------- |
| 29 | The Naked Truth                          | 3-1     | 029                 | Andy Ackerman | David Hackel                   | 19 września 1991     |
| 30 | Is That a Subpoena in Your Pocket?       | 3-2     | 030                 | Andy Ackerman | Bill Diamond, Michael Saltzman | 26 września 1991     |
| 31 | The Taming of the Shrew                  | 3-3     | 031                 | Andy Ackerman | Christopher Lloyd              | 10 października 1991 |
| 32 | I Ain't Got No Bunny                     | 3-4     | 034                 | Andy Ackerman | Ken Levine, David Isaacs       | 17 października 1991 |
| 33 | If Elected, I Will Not Live              | 3-5     | 032                 | Andy Ackerman | Larry Balmagia                 | 31 października 1991 |
| 34 | My Brother's Keeper                      | 3-6     | 036                 | Andy Ackerman | David Lloyd                    | 7 listopada 1991     |
| 35 | Crate Expectations                       | 3-7     | 035                 | Andy Ackerman | David Hackel                   | 14 listopada 1991    |
| 36 | Ladies Who Lunch                         | 3-8     | 037                 | Andy Ackerman | Kathryn Baker                  | 21 listopada 1991    |
| 37 | Try to Remember the Night He Dismembered | 3-9     | 033                 | Andy Ackerman | Bill Diamond, Michael Saltzman | 5 grudnia 1991       |
| 38 | The Late Mrs. Biggins                    | 3-10    | 038                 | Andy Ackerman | Steven Levitan                 | 12 grudnia 1991      |
| 39 | The Bogey Men                            | 3-11    | 039                 | Andy Ackerman | Larry Balmagia                 | 19 grudnia 1991      |
| 40 | Marriage, Italian Style                  | 3-12    | 040                 | Andy Ackerman | Christopher Lloyd              | 9 stycznia 1992      |
| 41 | Divorce, American Style                  | 3-13    | 041                 | Andy Ackerman | Steven Levitan                 | 16 stycznia 1992     |
| 42 | Stew in a Stew                           | 3-14    | 042                 | Andy Ackerman | David Angell                   | 23 stycznia 1992     |
| 43 | This Old House                           | 3-15    | 043                 | Andy Ackerman | David Lloyd                    | 30 stycznia 1992     |
| 44 | Planes, Trains, and Visiting Cranes      | 3-16    | 044                 | Andy Ackerman | Ken Levine, David Isaacs       | 13 lutego 1992       |
| 45 | Das Plane                                | 3-17    | 045                 | Andy Ackerman | Bill Diamond, Michael Saltzman | 20 lutego 1992       |
| 46 | Take My Life, Please                     | 3-18    | 046                 | Andy Ackerman | Christopher Lloyd              | 27 lutego 1992       |
| 47 | Four Dates That Will Live in Infamy      | 3-19    | 047                 | Andy Ackerman | David Hackel                   | 2 kwietnia 1992      |
| 48 | The Bank Dick                            | 3-20    | 048                 | Andy Ackerman | David Lloyd                    | 23 kwietnia 1992     |
| 49 | Say It Ain't So, Joe                     | 3-21    | 049                 | Andy Ackerman | Steven Levitan                 | 30 kwietnia 1992     |
| 50 | As Fate Would Have It                    | 3-22    | 050                 | Andy Ackerman | Larry Balmagia                 | 7 maja 1992          |

### Sezon 4: 1992-1993
| Lp | Tytuł                                          | Odcinek | Kolejność produkcji | Reżyseria                | Scenariusz                     | Premiera             |
| -- | ---------------------------------------------- | ------- | ------------------- | ------------------------ | ------------------------------ | -------------------- |
| 51 | Lifeboat                                       | 4-1     | 051                 | Andy Ackerman            | Christopher Lloyd              | 24 września 1992     |
| 52 | The Fortune Cookie                             | 4-2     | 053                 | Andy Ackerman            | David Lloyd                    | 1 października 1992  |
| 53 | Noses Off                                      | 4-3     | 053                 | Andy Ackerman            | Ken Levine, David Isaacs       | 8 października 1992  |
| 54 | Blackout Biggins                               | 4-4     | 055                 | Andy Ackerman            | Steven Levitan                 | 22 października 1992 |
| 55 | Mathers of the Heart                           | 4-5     | 058                 | Andy Ackerman            | Adam Belanoff                  | 29 października 1992 |
| 56 | Two Jerks and a Jill                           | 4-6     | 059                 | David Lee, Andy Ackerman | David Hackel                   | 5 listopada 1992     |
| 57 | It's So Nice to Have a Mather Around the House | 4-7     | 060                 | David Lee                | Ken Levine, David Isaac        | 12 listopada 1992    |
| 58 | Just Say No                                    | 4-8     | 056                 | Andy Ackerman            | Adam Belanoff                  | 19 listopada 1992    |
| 59 | It May Have Happened One Night                 | 4-9     | 062                 | Andy Ackerman            | Christopher Lloyd              | 3 grudnia 1992       |
| 60 | The Customer's Usually Right                   | 4-10    | 063                 | Leonard R. Garner Jr.    | Janet Leahy                    | 17 grudnia 1992      |
| 61 | Exit Laughing                                  | 4-11    | 054                 | Andy Ackerman            | Larry Balmagia                 | 7 stycznia 1993      |
| 62 | What the Cabbie Saw                            | 4-12    | 061                 | Judy Pioli               | Steven Levitan                 | 14 stycznia 1993     |
| 63 | Labor Pains                                    | 4-13    | 064                 | Andy Ackerman            | David Hackel                   | 28 stycznia 1993     |
| 64 | I've Got a Secret                              | 4-14    | 067                 | Andy Ackerman            | Adam Belanoff                  | 4 lutego 1993        |
| 65 | The Gift (1)                                   | 4-15    | 065                 | Andy Ackerman            | David Angell                   | 11 lutego 1993       |
| 66 | The Gift (2)                                   | 4-16    | 066                 | Andy Ackerman            | David Angell                   | 18 lutego 1993       |
| 67 | I Love Brian                                   | 4-17    | 069                 | Andy Ackerman            | Ian Gurvitz                    | 25 lutego 1993       |
| 68 | The Key to Alex                                | 4-18    | 068                 | Andy Ackerman            | David Lloyd                    | 15 marca 1993        |
| 69 | The Houseguest                                 | 4-19    | 057                 | Andy Ackerman            | Bill Diamond, Michael Saltzman | 8 kwietnia 1993      |
| 70 | Goodbye Old Friend                             | 4-20    | 072                 | Andy Ackerman            | Christopher Lloyd              | 29 kwietnia 1993     |
| 71 | Another Wedding                                | 4-21    | 071                 | Andy Ackerman            | Larry Balmagia                 | 6 maja 1993          |
| 72 | Date Package Number Seven                      | 4-22    | 070                 | Andy Ackerman            | Steven Levitan                 | 13 maja 1993         |

### Sezon 5: 1993-1994
| Lp | Tytuł                                          | Odcinek | Kolejność produkcji | Reżyseria             | Scenariusz                     | Premiera             |
| -- | ---------------------------------------------- | ------- | ------------------- | --------------------- | ------------------------------ | -------------------- |
| 73 | Stop in the Name of Love                       | 5-1     | 073                 | Andy Ackerman         | David Hackel                   | 16 września 1993     |
| 74 | Terminal Jealousy                              | 5-2     | 074                 | Leonard R. Garner Jr. | Mark Reisman                   | 23 września 1993     |
| 75 | Bye Bye Bunny                                  | 5-3     | 075                 | Leonard R. Garner Jr. | Ian Gurvitz                    | 30 września 1993     |
| 76 | Business or Pleasure                           | 5-4     | 076                 | Leonard R. Garner Jr. | Steven Levitan                 | 7 października 1993  |
| 77 | An Affair to Forget                            | 5-5     | 077                 | Andy Ackerman         | David Hackel                   | 14 października 1993 |
| 78 | A Black Eye Affair                             | 5-6     | 078                 | Andy Ackerman         | Steven Levitan                 | 28 października 1993 |
| 79 | Joe Blows (1)                                  | 5-7     | 079                 | David Lee             | Steven Levitan                 | 4 listopada 1993     |
| 80 | Joe Blows (2)                                  | 5-8     | 080                 | Leonard R. Garner Jr. | Ian Gurvitz                    | 11 listopada 1993    |
| 81 | 2 Good 2 Be 4 Gotten                           | 5-9     | 081                 | Leonard R. Garner Jr. | Rick Copp, David A. Goodman    | 18 listopada 1993    |
| 82 | Come Fly with Me                               | 5-10    | 082                 | Leonard R. Garner Jr. | Howard Gewirtz                 | 2 grudnia 1993       |
| 83 | Happy Holidays                                 | 5-11    | 084                 | Andy Ackerman         | Mark Reisman                   | 16 grudnia 1993      |
| 84 | Ready Teddy Go                                 | 5-12    | 083                 | Andy Ackerman         | Joyce Gittlin                  | 6 stycznia 1994      |
| 85 | Oh Give Me a Home Where the Mathers Don't Roam | 5-13    | 085                 | Peter Bonerz          | Shelly Landau                  | 20 stycznia 1994     |
| 86 | The Faygitive                                  | 5-14    | 086                 | Peter Bonerz          | Shelly Landau                  | 27 stycznia 1994     |
| 87 | Say Uncle Carlton                              | 5-15    | 087                 | Peter Bonerz          | Steven Levitan                 | 3 lutego 1994        |
| 88 | Hey Nineteen                                   | 5-16    | 088                 | Peter Bonerz          | Howard Gewirtz                 | 10 lutego 1994       |
| 89 | Exclusively Yours                              | 5-17    | 089                 | Peter Bonerz          | David Lee                      | 14 lutego 1994       |
| 90 | Moonlighting                                   | 5-18    | 090                 | Peter Bonerz          | Ian Gurvitz                    | 17 lutego 1994       |
| 91 | Sleepless in Nantucket                         | 5-19    | 091                 | Peter Bonerz          | Jeffrey Richman, Joyce Gittlin | 10 marca 1994        |
| 92 | Boys Will be Girls                             | 5-20    | 092                 | Peter Bonerz          | David Lee                      | 7 kwietnia 1994      |
| 93 | Roy Crazy                                      | 5-21    | 093                 | Peter Bonerz          | Mark Reisman                   | 14 kwietnia 1994     |
| 94 | Long Distance Lament                           | 5-22    | 094                 | Peter Bonerz          | Shelly Landau                  | 28 kwietnia 1994     |
| 95 | Call of the Wild                               | 5-23    | 095                 | Leonard R. Garner Jr. | Howard Gewirtz, Steven Levitan | 5 maja 1994          |
| 96 | A Decent Proposal                              | 5-24    | 096                 | Peter Bonerz          | Ian Gurvitz                    | 12 maja 1994         |

### Sezon 6: 1994-1995
| Lp  | Tytuł                                                       | Odcinek | Kolejność produkcji | Reżyseria             | Scenariusz                     | Premiera             |
| --- | ----------------------------------------------------------- | ------- | ------------------- | --------------------- | ------------------------------ | -------------------- |
| 97  | Whose Wife Is It Anyway                                     | 6-1     | 097                 | Leonard R. Garner Jr. | Ian Gurvitz                    | 20 września 1994     |
| 98  | Twisted Sister                                              | 6-2     | 098                 | David Lee             | Steve Levitan                  | 27 września 1994     |
| 99  | The Shrink                                                  | 6-3     | 099                 | Leonard R. Garner Jr. | Mark Reisman                   | 4 października 1994  |
| 100 | The Spark and How to Get It                                 | 6-4     | 100                 | Leonard R. Garner Jr. | Howard Gewirtz                 | 11 października 1994 |
| 101 | The Waxman Cometh                                           | 6-5     | 101                 | Leonard R. Garner Jr. | Shelly Landau                  | 18 października 1994 |
| 102 | Is That a Ten Foot Sandwich or Are You Just Glad to See Me? | 6-6     | 102                 | Jeff Melman           | David Hackel                   | 1 listopada 1994     |
| 103 | All's Fare                                                  | 6-7     | 103                 | Leonard R. Garner Jr. | Steven Levitan                 | 8 listopada 1994     |
| 104 | Miss Jenkins                                                | 6-8     | 104                 | Leonard R. Garner Jr. | Michael Sardo                  | 15 listopada 1994    |
| 105 | If It's Not One Thing, It's Your Mother                     | 6-9     | 105                 | Jeff Melman           | Joyce Gittlin, Jeffrey Richman | 22 listopada 1994    |
| 106 | The Wrong Stuff                                             | 6-10    | 012                 | Leonard R. Garner Jr. | David Lloyd                    | 29 listopada 1994    |
| 107 | Insanity Claus                                              | 6-11    | 107                 | Leonard R. Garner Jr. | Ian Gurvitz                    | 13 grudnia 1994      |
| 108 | She's Baaack                                                | 6-12    | 108                 | Rick Beren            | Rick Copp, David A. Goodman    | 3 stycznia 1995      |
| 109 | Have I Got a Couple for You                                 | 6-13    | 109                 | Jeff Melman           | Mark Reisman                   | 10 stycznia 1995     |
| 110 | Fools Russian                                               | 6-14    | 110                 | Jeff Melman           | Howard Gewirtz                 | 31 stycznia 1995     |
| 111 | Let's Call the Whole Thing Off                              | 6-15    | 111                 | Jeff Melman           | Ellen Byron, Lissa Kapstrom    | 7 lutego 1995        |
| 112 | Remembrance of Flings Past (1)                              | 6-16    | 112                 | Jeff Melman           | Ian Gurvitz                    | 9 lutego 1995        |
| 113 | Remembrance of Flings Past (2)                              | 6-17    | 113                 | Jeff Melman           | Howard Gewirtz, Steven Levitan | 14 lutego 1995       |
| 114 | Gone But Not Faygotten                                      | 6-18    | 114                 | Leonard R. Garner Jr. | Shelly Landau, Michael Sardo   | 21 lutego 1995       |
| 115 | Ex, Lies, and Videotape                                     | 6-19    | 115                 | Jeff Melman           | Ellen Byron, Lissa Kapstrom    | 28 lutego 1995       |
| 116 | Portrait of the Con Artist as a Young Man                   | 6-20    | 116                 | Ken Levine            | Joyce Gittlin, Jeffrey Richman | 21 marca 1995        |
| 117 | The Love Life and Times of Joe and Helen                    | 6-21    | 117                 | Jeff Melman           | Steven Levitan                 | 4 kwietnia 1995      |
| 118 | A House to Die For                                          | 6-22    | 118                 | Jeff Melman           | David Lloyd                    | 2 maja 1995          |
| 119 | Nuptials Off                                                | 6-23    | 119                 | Jeff Melman           | Michael Sardo                  | 9 maja 1995          |
| 120 | Et Tu, Antonio?                                             | 6-24    | 120                 | Leonard R. Garner Jr. | Ian Gurvitz, Mark Reisman      | 16 maja 1995         |
| 121 | Boys Just Wanna Have Fun                                    | 6-25    | 121                 | Rick Beren            | Michael Sardo, Shelly Landau   | 23 maja 1995         |
| 122 | Here It Is: The Big Wedding                                 | 6-26    | 122                 | Jeff Melman           | Ellen Byron, Lissa Kapstrom    | 23 maja 1995         |

### Sezon 7: 1995-1996
| Lp  | Tytuł                                  | Odcinek | Kolejność produkcji | Reżyseria             | Scenariusz                     | Premiera             |
| --- | -------------------------------------- | ------- | ------------------- | --------------------- | ------------------------------ | -------------------- |
| 123 | Burnin' Down the House (1)             | 7-1     | 123                 | Jeff Melman           | Ian Gurvitz                    | 19 września 1995     |
| 124 | Burnin' Down the House (2)             | 7-2     | 124                 | Jeff Melman           | Howard Gewirtz                 | 26 września 1995     |
| 125 | Death Becomes Him                      | 7-3     | 127                 | Leonard R. Garner Jr. | Ian Gurvitz, Mark Reisman      | 10 października 1995 |
| 126 | The Person Formerly Known as Lowell    | 7-4     | 125                 | Jeff Melman           | Mark Reisman                   | 31 października 1995 |
| 127 | Hooker, Line, and Sinker               | 7-5     | 128                 | Rick Beren            | Christopher Vane               | 7 listopada 1995     |
| 128 | She's Gotta Have It                    | 7-6     | 126                 | Jeff Melman           | Lissa Kapstrom, Ellen Byron    | 14 listopada 1995    |
| 129 | So Long, Frank Lloyd Wrong             | 7-7     | 129                 | Rick Beren            | Howard Gewirtz                 | 21 listopada 1995    |
| 130 | When a Man Loves a Donut               | 7-8     | 130                 | Leonard R. Garner Jr. | Joyce Gittlin                  | 28 listopada 1995    |
| 131 | The Big Sleep                          | 7-9     | 131                 | Jeff Melman           | Michael Sardo                  | 12 grudnia 1995      |
| 132 | Twas the Heist Before Christmas        | 7-10    | 134                 | Jeff Melman           | Lissa Kapstrom, Ellen Byron    | 19 grudnia 1995      |
| 133 | Honey, We Broke the Kid                | 7-11    | 132                 | Jeff Melman           | Lori Kirkland Baker            | 2 stycznia 1996      |
| 134 | B.S. I Love You                        | 7-12    | 133                 | Leonard R. Garner Jr. | Christopher Vane               | 9 stycznia 1996      |
| 135 | Sons and Lovers                        | 7-13    | 135                 | Jeff Melman           | Joyce Gittlin, Jeffrey Richman | 16 stycznia 1996     |
| 136 | Bye, George                            | 7-14    | 138                 | Jeff Melman           | Jim McGoulf                    | 30 stycznia 1996     |
| 137 | The Team Player                        | 7-15    | 136                 | Leonard R. Garner Jr. | Howard Gewirtz                 | 6 lutego 1996        |
| 138 | Love at First Flight                   | 7-16    | 139                 | Darryl Bates          | Michael Sardo                  | 13 lutego 1996       |
| 139 | Lynch Party                            | 7-17    | 137                 | Jeff Melman           | Mark Reisman, Ian Gurvitz      | 20 lutego 1996       |
| 140 | One Flew Over the Cooper's Nest        | 7-18    | 140                 | Jeff Melman           | Lissa Kapstrom, Ellen Byron    | 27 lutego 1996       |
| 141 | Driving Mr. DeCarlo                    | 7-19    | 141                 | Jeff Melman           | Christopher Vane               | 12 marca 1996        |
| 142 | A Tale of Two Sister Cities            | 7-20    | 142                 | Leonard R. Garner Jr. | Jeffrey Richman                | 26 marca 1996        |
| 143 | What About Larry?                      | 7-21    | 143                 | Jeff Melman           | Michael Sardo                  | 9 kwietnia 1996      |
| 144 | The Lady Vanishes                      | 7-22    | 145                 | Jeff Melman           | Michael Sardo, Ian Gurvitz     | 23 kwietnia 1996     |
| 145 | Life Could Be a Dream                  | 7-23    | 144                 | Jeff Melman           | Lori Kirkland Baker            | 30 kwietnia 1996     |
| 146 | The Lyin' King                         | 7-24    | 146                 | Jeff Melman           | Christopher Vane               | 7 maja 1996          |
| 147 | Love Overboard                         | 7-25    | 147                 | Leonard R. Garner Jr. | Lissa Kapstrom, Ellen Byron    | 14 maja 1996         |
| 148 | Grouses, Houses, and Bickering Spouses | 7-26    | 148                 | Jeff Melman           | Lori Kirkland Baker            | 21 maja 1996         |

### Sezon 8: 1996-1997
| Lp  | Tytuł                   | Odcinek | Kolejność produkcji | Reżyseria             | Scenariusz                              | Premiera             |
| --- | ----------------------- | ------- | ------------------- | --------------------- | --------------------------------------- | -------------------- |
| 149 | Porno for Pyros         | 8-1     | 149                 | Jeff Melman           | Ian Gurvitz                             | 18 września 1996     |
| 150 | Like a Neighbor Scorned | 8-2     | 152                 | Jeff Melman           | Howard Gewirtz                          | 25 września 1996     |
| 151 | Maybe It's You          | 8-3     | 153                 | Leonard R. Garner Jr. | Mark Reisman                            | 2 października 1996  |
| 152 | Single and Hating It    | 8-4     | 150                 | Leonard R. Garner Jr. | Lissa Kapstrom                          | 9 października 1996  |
| 153 | Too Beautiful for You   | 8-5     | 154                 | Joyce Gittlin         | Lori Kirkland Baker                     | 23 października 1996 |
| 154 | The Gift of Life        | 8-6     | 151                 | Leonard R. Garner Jr. | Michael Sardo                           | 30 października 1996 |
| 155 | Olive or Twist          | 8-7     | 155                 | Jeff Melman           | Jeffrey Richman                         | 6 listopada 1996     |
| 156 | Wingless (1)            | 8-8     | 156                 | Darryl Bates          | Christopher Vane                        | 13 listopada 1996    |
| 157 | Wingless (2)            | 8-9     | 157                 | Jeff Melman           | Ian Gurvitz                             | 20 listopada 1996    |
| 158 | Wingless (3)            | 8-10    | 159                 | Jeff Melman           | Lori Kirkland Baker                     | 11 grudnia 1996      |
| 159 | All About Christmas Eve | 8-11    | 160                 | Joyce Gittlin         | Michael Sardo                           | 18 grudnia 1996      |
| 160 | Let's Talk About Sex    | 8-12    | 158                 | Leonard R. Garner Jr. | Ellen Byron, Lissa Kapstrom             | 8 stycznia 1997      |
| 161 | Hosed                   | 8-13    | 161                 | Leonard R. Garner Jr. | Christopher Vane, Art Baer, Ben Joelson | 15 stycznia 1997     |
| 162 | Just Call Me Angel      | 8-14    | 166                 | Jeff Melman           | Lori Kirkland Baker, Christopher Vane   | 5 lutego 1997        |
| 163 | Fay There, Georgy Girl  | 8-15    | 164                 | Jeff Melman           | Ken Keeler                              | 12 lutego 1997       |
| 164 | Escape from New York    | 8-16    | 167                 | Jeff Melman           | Jeffrey Richman                         | 19 lutego 1997       |
| 165 | House of Blues          | 8-17    | 162                 | Jeff Melman           | Jeffrey Richman                         | 5 marca 1997         |
| 166 | Ms. Write               | 8-18    | 163                 | Leonard R. Garner Jr. | Lissa Kapstrom, Ellen Byron             | 19 marca 1997        |
| 167 | Dreamgirl               | 8-19    | 165                 | Leonard R. Garner Jr. | Michael Sardo                           | 2 kwietnia 1997      |
| 168 | Heartache Tonight       | 8-20    | 170                 | Leonard R. Garner Jr. | Lori Kirkland Baker                     | 16 kwietnia 1997     |
| 169 | Oedipus Wrecks          | 8-21    | 168                 | Darryl Bates          | Lissa Kapstrom, Ellen Byron             | 7 maja 1997          |
| 170 | Raging Bullsh@t         | 8-22    | 169                 | Jeff Melman           | Christopher Vane                        | 14 maja 1997         |
| 171 | The Final Approach (1)  | 8-23    | 171                 | Leonard R. Garner Jr. | Michael Sardo                           | 21 maja 1997         |
| 172 | The Final Approach (2)  | 8-24    | 172                 | Jeff Melman           | Ian Gurvitz                             | 21 maja 1997         |

## Muzyka
Motyw muzyczny serialu jest adaptacją utworu Franza Schuberta Piano sonata No. 20 in A Major, D. 959, IV. Rondo. Autorem aranżacji jest Antony Cooke, wykonawcą - Bruce Miller. 
W sezonie pierwszym i drugim Skrzydeł kompozycja była użyta jako stały element czołówki i napisów końcowych. Od odcinka 12 w sezonie trzecim (Marriage, Italian Style) motyw występował jedynie w napisach końcowych, gdyż czołówka została skrócona do 5-sekundowego dżingla. W wybranych odcinkach sezonów szóstego, siódmego i ósmego, muzyka nie towarzyszyła napisom końcowym, zastąpiona przez krótką scenkę, zamykającą wątki danego odcinka. Pełna aranżacja pojawiła się ponownie w czołówce dopiero w sezonie ósmym, w ostatnim odcinku serialu (Final Approach).